# Rudolf Falk
Rudolf Axel Andreas Falk, född den 7 januari 1898, död den 6 september 1988,  var en svensk långdistanslöpare. Han tävlade för IK Göta.
Falk var svensk rekordhållare på 5 000 meter en period av 1919. Han är begravd på Skogskyrkogården i Stockholm.

## Idrottskarriär
Den 21 juli 1919 slog Falk John Zanders svenska rekord på 5 000 meter. Han behöll det en dryg månad innan det slogs av Eric Backman. År 1919 vann Falk även SM-guld på 5 000 meter (tid 15.37,2).
Rudolf Falk var som medlem i IK Götas klubblag världsrekordhållare i stafett 4 x 1 500 m (med Gustaf Peterson, Josef Lindbom och Sven Lundgren) åren 1919 till 1925
År 1920 deltog Rudolf Falk på 5 000 meter vid OS i Antwerpen, där han utgick i finalen.